# Tornet (bok)
Tornet (The Tower) är en diktsamling av William Butler Yeats, utgiven 1928.
Titeln, vilken boken delar med dikt nummer två, anspelar på Thoor Ballylee som Yeats köpte och bodde i en tid med sin familj. Boken innehåller flera av Yeats' mest kända dikter, däribland "Sailing to Byzantium", "Leda and the Swan", och "Among School Children". Tornet kombinerar personliga motiv med mytologi och historia. Ett viktigt tema är författarens förhållande till sitt åldrande. Den har jämförts med T. S. Eliots diktsamling Det öde landet. På svenska finns boken sedan 2012 i Brombergs serie Nobelklassiker.

## Innehåll
Sailing to Byzantium
The Tower
Meditations in Time of Civil War
Nineteen Hundred and Nineteen
The Wheel
Youth and Age
The New Faces
A Prayer for My Son
Two Songs from a Play
Fragments
Leda and the Swan
On a Picture of a Black Centaur by Edmund Dulac
Among School Children
Colonus' Praise
Wisdom
The Fool by the Roadside
Owen Aherne and His Dancers
A Man Young and Old
The Three Monuments
All Souls' Night